# Kardiotokografia

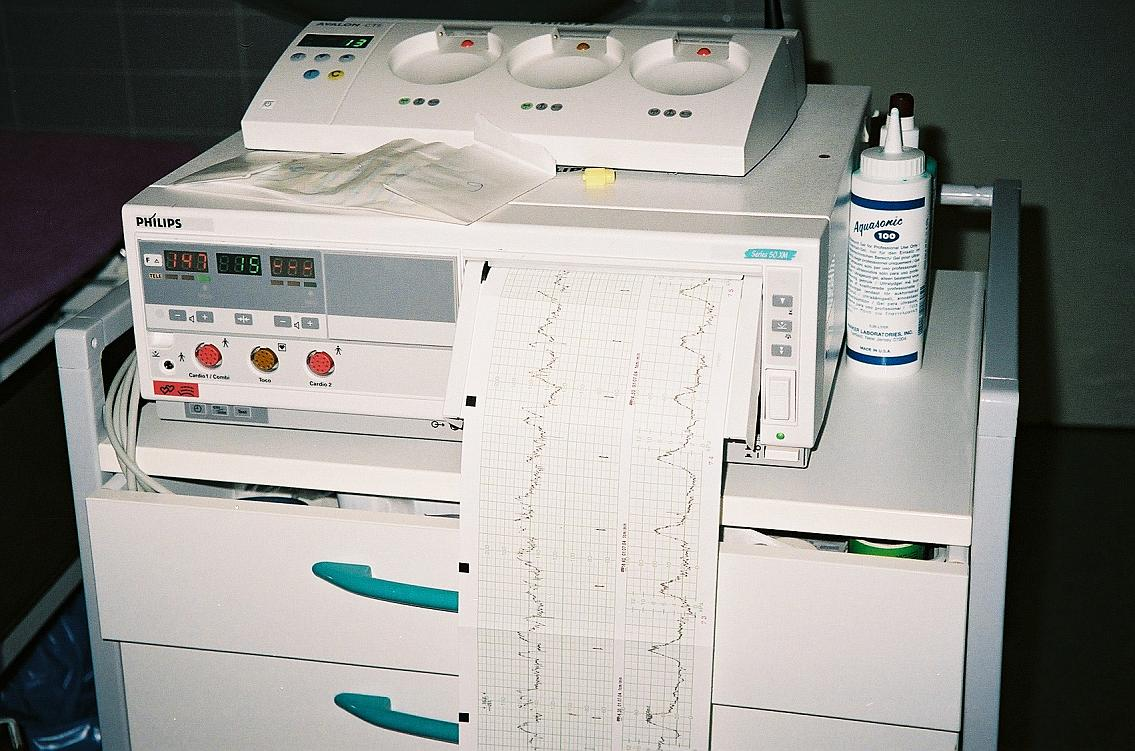
Aparat do monitorowania kardiotokograficznego płodu podczas pracy

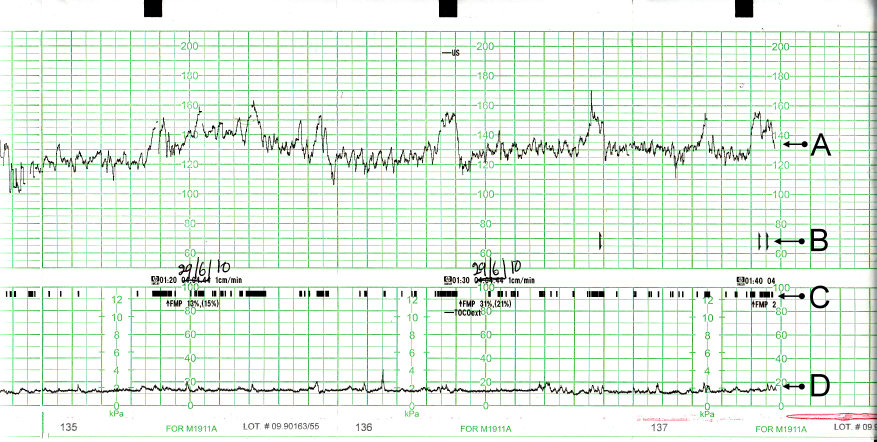
Fragment wydruku z badania KTG

Kardiotokografia (KTG) – monitorowanie akcji serca płodu wraz z jednoczasowym zapisem czynności skurczowej mięśnia macicy. Badanie to przeprowadzane jest w ramach intensywnej opieki przedporodowej. Pozwala wcześnie wykryć sytuacje zagrożenia życia płodu.
W skład kardiotokografii wchodzi:
- tokografia – rejestracja czynności skurczowej macicy, która może odbywać się poprzez czujnik zewnętrzny umieszczony na brzuchu ciężarnej lub poprzez rejestrację zmiany ciśnienia wewnątrz jamy macicy, mierzonego przy pomocy cewnika
- kardiografia – ciągła rejestracja akcji serca płodu przy pomocy elektrokardiografu lub ultrasonograficznej sondy określające czynność skurczowo-rozkurczową serca przy wykorzystaniu efektu Dopplera

## Zasady przeprowadzania KTG
Podstawowe badanie KTG powinno trwać 30 minut, ewentualnie zostać przedłużone do 60 minut.
Na wykresie badania kardiotokograficznego naniesiona zostaje częstość akcji serca płodu oraz występujące skurcze mięśnia macicy. W opisie wyróżnia się częstość podstawową oraz zmiany okresowe.

## Kardiotokografia ze wzrokową oceną zapisu
Częstość podstawowa jest to średnia częstotliwość akcji serca płodu między akceleracjami i deceleracjami, a przy ich braku częstość rejestrowana przez 10 minut.
- prawidłowa częstość podstawowa akcji serca płodu waha się w granicach 110-150/min
- za tachykardię uznaje się częstość podstawową akcji serca płodu > 150/min w co najmniej dziesięciominutowym zapisie – może wskazywać na zakażenie wewnątrzmaciczne, lub chorobę infekcyjną matki
- za bradykardię uznaje się częstość podstawową akcji serca płodu < 110/min w co najmniej dziesięciominutowym zapisie – może być m.in. objawem niedotlenienia

Oscylacje (zmienność długoterminowa, makrofluktuacje) – są to wahania częstotliwości akcji serca płodu. Wyróżnia się następujące typy oscylacji:
- brak zmienności (oscylacja milcząca według Hammachera) – amplituda zmian < 2 uderzeń/min – może być skutkiem podania leków uspokajających ciężarnej lub być następstwem niedotlenienia płodu
- zmienność zmniejszona (dawniej oscylacja falująca zawężona) – amplituda zmian < 6 uderzeń/min – zwykle spowodowana snem płodu
- zmienność prawidłowa (dawniej oscylacja falująca) – amplituda zmian 6–25 uderzeń/min – najczęściej występuje podczas ruchów płodu
- zmienność skacząca (oscylacja skacząca) – amplituda zmian > 25 uderzeń/min – może powstawać na skutek ucisku pępowiny

Deceleracje jest to krótkotrwały spadek częstotliwości akcji serca płodu (> 15/min przez 15 sekund). Wyróżnia się:
- deceleracje wczesne – zgrane w fazie ze skurczami macicy, gdzie najmniejsza częstotliwość akcji serca płodu występuje w okresie najsilniejszego skurczu mięśnia macicy. Powstają na skutek pobudzenia nerwu błędnego przez kompresję główki płodu w kanale rodnym (odruch Gaussa)
- deceleracje zmienne – niezgrane w fazie z czynnością skurczową macicy, mogą być spowodowane uciskiem na pępowinę. Niekiedy towarzyszy im wyrównawcza akceleracja
- deceleracje późne – pojawiają się z opóźnieniem względem aktywności skurczowej macicy; groźne dla płodu, są wykładnikiem niewydolności łożyskowo-macicznej, zwłaszcza gdy występują seriami.

Akceleracje – jest to krótkotrwały wzrost częstotliwości akcji serca płodu (> 15/min przez 15 sekund lub dłużej) – świadczą o ruchach płodu i są uznawane za cechy jego dobrostanu.
W ocenie zapisu KTG stosuje się punktową skalę Fischera.
|                                 |                                   | 0                                                   | 1               | 2                                                     |
| Podstawowa czynność serca płodu | zakres częstotliwości tętna płodu | <100 >170                                           | 100-110 150-170 | 110-150                                               |
| Podstawowa czynność serca płodu | amplituda oscylacji               | <5                                                  | 5-10 >30        | 10-30                                                 |
| Podstawowa czynność serca płodu | częstotliwość oscylacji           | <2                                                  | 2-6             | >6                                                    |
| Zmiany czynności serca płodu    | akceleracje                       | brak                                                | okresowe        | sporadyczne                                           |
| Zmiany czynności serca płodu    | deceleracje                       | późne, zmienne z rokującymi źle dodatkowymi cechami | zmienne         | brak lub sporadycznie występujące deceleracje wczesne |

- 10–8 – stan płodu dobry
- 7–5 – zagrożenie płodu, wymaga nadzoru
- 4–0 – bezpośrednie zagrożenie płodu, wskazanie do ukończenia ciąży

## Testy kardiotokograficzne
Test niestresowy – polega na ciągłym 30 minutowym zapisie KTG, gdzie w przypadku nie stwierdzenia okresowych zmian częstotliwości akcji serca płodu przedłuża się monitorowanie o kolejne 30 minut. Na podstawie zapisu oceniamy test jako:
- test reaktywny – w zapisie 30 minutowym znajdują się minimum dwie akceleracje o amplitudzie minimum 15 uderzeń/minutę, trwające minimum 15 sekund; towarzyszą one ruchom płodu
- test niereaktywny – brak akceleracji w zapisie 60 minutowym. Jest wskazaniem do testu stresowego.
- test wątpliwy – mniej niż 2 akceleracje lub akceleracje krótsze niż 15 sekund o mniejszej niż wymagana amplitudzie

Test stresowy – jest to zapis KTG stosowany w przedporodowym nadzorze płodu. Wykonuje się go zwykle po podaniu niewielkich dawek oksytocyny, hormonu wyzwalającego czynność skurczową macicy, co ma na celu obciążenie serca płodu. Za prawidłowy uznaje się test negatywny. Na podstawie zapisu można ocenić test jako:
- test negatywny – brak deceleracji podczas skurczów mięśnia macicy, prawidłowa zmienność czynności serca płodu, obecne akceleracje po ruchach płodu
- test pozytywny – obecne późne deceleracje po większości (>50%) skurczów macicy.
- test wątpliwy – obecne późne deceleracje po mniej niż po 50% skurczów macicy. W przypadku takiego zapisu położnik wykonuje zazwyczaj powtórne badanie, po którym może podjąć decyzję o ciągłym nadzorze KTG lub zakończeniu ciąży
- hiperstymulacja – skurcze macicy występują częściej niż co 2 minuty lub trwają powyżej 90 sekund
- test nieudany – nie nadający się do oceny z powodu braku skurczów macicy lub nieczytelnego zapisu.

## Wskazania do nadzoru kardiotokograficznego[1]
Niewydolność oddechowa łożyska w przypadku:
- ciąży po terminie
- nadciśnienia indukowanego ciążą
- wewnątrzmacicznego zahamowania wzrostu płodu
- choroby hemolitycznej płodu

Warunek wstępny to zdolność płodu do życia pozamacicznego.